# Sujatha Ramdorai
Sujatha Ramdorai est une mathématicienne indienne, professeure de mathématiques au Tata Institute of Fundamental Research à Bombay. Actuellement associée à l'Université de la Colombie-Britannique au Canada, Ramdorai est une spécialiste de la théorie algébrique des nombres connue pour son travail sur la théorie d'Iwasawa.

## Carrière
Elle obtient un B. Sc. en 1982 au collège St Joseph de Bangalore et ensuite obtient son M. Sc. par correspondance de l'Université Annamalai en 1985. Après quoi, elle travaille pour une thèse de doctorat à l'Institut Tata de Recherche Fondamentale : elle obtient son doctorat sous la supervision de Raman Parimala en 1992, avec une thèse intitulée Witt Groups of Real Surfaces and Real Geometry. En 1991/92 elle est à l'université de Ratisbonne et en 1993/94 elle est Professeur Assistant à l'université d'État de l'Ohio.
En 2003 elle travaille à l'Institut Max-Planck de mathématiques à Bonn puis en 2007/08 au Chennai Mathematics Institute (en) où elle est professeure de 2008 à 2011. Elle enseigne actuellement au Tata Institute of Fundamental Research à Bombay.

## Contributions mathématiques
Avec John Coates, Takako Fukaya, Kazuya Kato et Otmar Venjakob, elle a formulé une version non-commutative de la conjecture principale de la théorie d'Iwasawa, sur laquelle une grande partie des fondations de cet important sujet sont basées. La théorie d'Iwasawa a ses origines dans le travail du mathématicien japonais Kenkichi Iwasawa.

## Activités éditoriales
- Directrice de la rédaction, International Journal of Number Theory (IJNT)
- Rédactrice en chef, Journal of Ramanujan Mathematical Society (JRMS)[5]
- Rédactrice en chef Adjoint, Expositiones Mathematicae[6]

## Prix et distinctions
Sujatha Ramdorai bénéficie d'une bourse de la Fondation Alexander von Humboldt (1997–1998).
Elle est membre en 2004 de l'Indian Academy of Sciences, en 2005 de la National Academy of Sciences, India (en) et en 2009 de l'Indian National Science Academy (INSA) (en).
Elle est le premier Indien à remporter le prestigieux Prix ICTP Ramanujan en 2006 et elle est également lauréate du Prix Shanti Swarup Bhatnagar en 2004. Elle est membre de la National Knowledge Commission de 2007 à 2009. Elle est à présent membre du Conseil Consultatif Scientifique du cabinet du Premier Ministre depuis 2009 et également membre du Conseil National de l'Innovation. Elle siège également au conseil consultatif du web magazine Gonit Sora (en).

## Publications
- avec John Coates : Cyclotomic fields and zeta values, Springer 2006
- avec John Coates, Tim Dokchitser, Zhibin Liang et William Stein : Non-commutative Iwasawa theory for modular forms, Proc. London Math. Soc., n° 107, 2013, S. 481-516, Arxiv
- avec John Coates, Takako Fukaya, Kazuya Kato et Otmar Venjakob: The {\displaystyle GL_{2}} main conjecture for elliptic curves without complex multiplication, Pub. Math. IHES, n°101, 2005, S. 163-208, Arxiv
- R. Sujatha : Iwasawa theory and modular forms, Pure and Applied Math. Quarterly, Invited contribution, Special Volume in honour of J. Coates, 2 (2006), 519–538.
- avec Bruno Kahn : Birational motives, I: pure birational motives, Preprint 2009, Arxiv
- avec John Coates et Z. Liang : Tate Safarevich groups of elliptic curves with complex multiplication', J. Algebra, vol 322, 2009, S. 657–674. Part 1, Arxiv, Part 2, Arxiv